# 道の駅きなりの郷 下北山
道の駅きなりの郷 下北山（みちのえき きなりのさと しもきたやま）は、奈良県吉野郡下北山村に建設中の国道169号の道の駅である。

## 概要

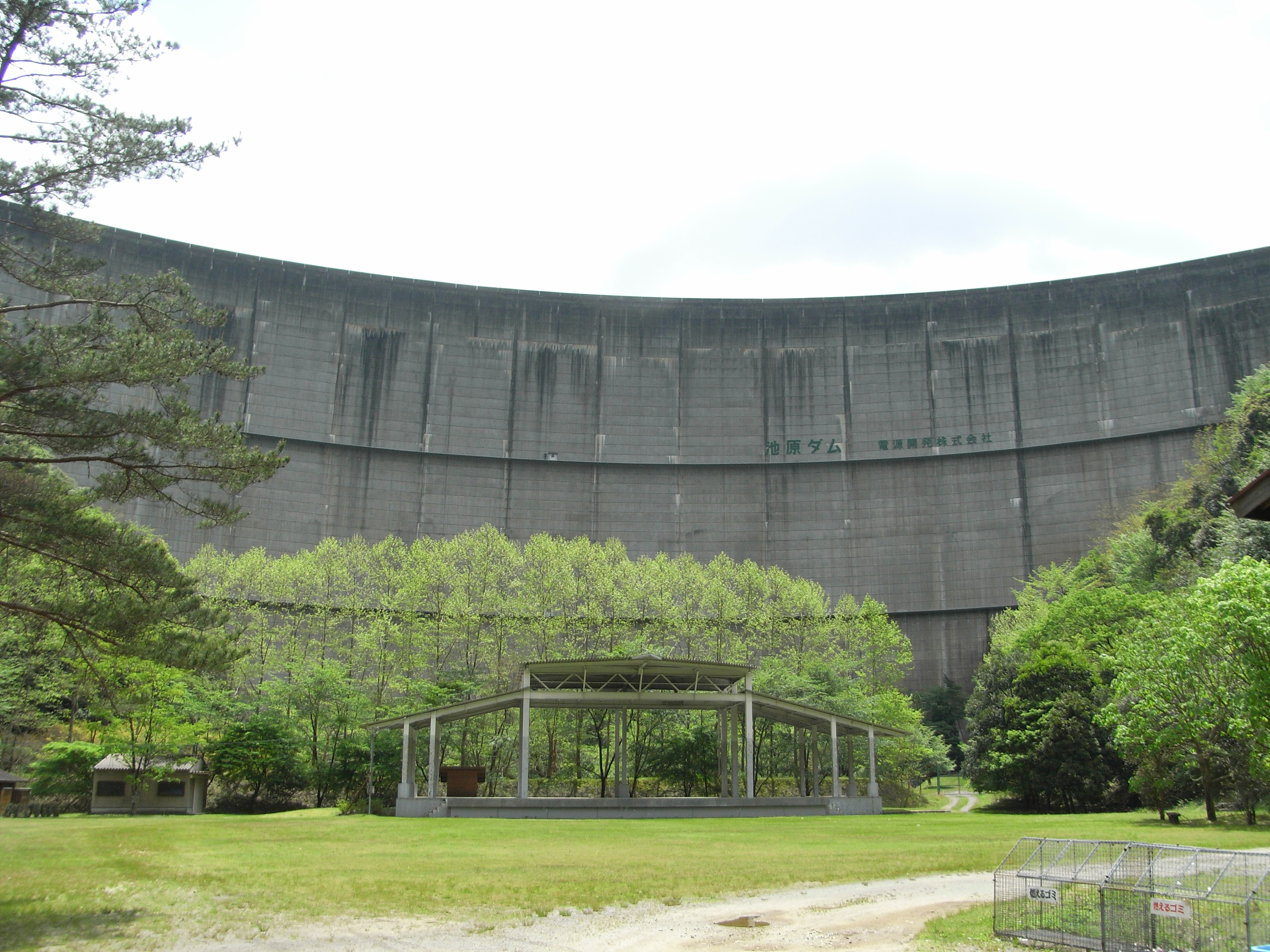
下北山スポーツ公園から見上げる池原ダム堤体

奈良県18番目、吉野郡下北山村では初の道の駅である。既存施設の池原ダム直下の下北山スポーツ公園を単独型の道の駅として登録した。
登録前の2025年（令和7年）5月14日、奈良県では道の駅クロスウェイなかまちに次ぐ2か所目の防災道の駅に指定された。
池原ダムは北山川が穿入蛇行した位置にあり、洪水吐・発電所は上流の脇ダムから短絡する場所にあるため、その旧河道にあるこの施設には本流からは流れてこない。

## 歴史
- 1984年 下北山スポーツ公園として開業
- 2025年（令和7年）
  - 5月14日 - 防災道の駅に指定される[2]。
  - 6月13日 - 国土交通省より道の駅第63回登録において、「道の駅きなりの郷 下北山」として登録[1]。
- 2026年（令和8年）度 - 開駅（予定）[1]。

## 施設
- 駐車場 231台
- トイレ 76器
- 情報提供施設
- 観光案内所
- 休憩施設
- ベビーコーナー
- 非常用電源
- 備蓄倉庫
- 貯水槽
- マンホールトイレ
- ヘリポート
- 公衆電話
- 公衆無線LAN
- 物販施設
- 飲食施設
- 宿泊施設
- 温泉施設
- 多目的ホール
- コインランドリー
- ATM
- 芝生広場
- グラウンド
- アスレチック
- テニスコート
- キャンプ場
- EV充電施設
- RVパーク

## アクセス
- 国道169号 - 登録路線 (国道309号重複)
- 国道425号 (分岐点からすぐ。なお、施設では 十津川側、尾鷲側いずれからも利用しないことを強く推奨している。[3])

## 周辺
- 平成の森野鳥公園